# شکم و سر
شکم و سر یک ترانه توسط , خواننده مارک فورستراست. این قطعه سومین تک‌آهنگ از دومین آلبوم استدیویی این خواننده به همین نام است. شکم و سر برنده عنوان فدرال ویژن ۲۰۱۵ شده است.

## محتوی
ترانه شکم و سر به طور کامل به زبان آلمانی نوشته شده است. موسیقی اثری از مارک فورستر رالف کریستیان مایر و دانیل نیت و متن توسط فورستر و نیت نوشته شده است. موسیقی این آهنگ در زمینه موسیقی پاپ قرار می‌گیرد.
اعطای امتیاز
|    |    |    |    |    |    |    |    |    |    |    |    |    |    |    |    | Gesamt |
| -- | -- | -- | -- | -- | -- | -- | -- | -- | -- | -- | -- | -- | -- | -- | -- | ------ |
| ۱۰ | ۱۲ | ۱۲ | ۱۰ | ۱۰ | ۱۲ | ۱۰ | ۱۲ | ۱۰ | ۱۰ | ۱۲ | ۱۰ | ۱۰ | ۱۰ | ۱۰ | ۱۰ | ۱۷۰    |

## Einzelnachweise
1. ↑  "Mark Forster – Bauch und Kopf". amazon.de. Retrieved 2015-08-19.